# Скарбішув
Скарбішув (пол. Skarbiszów, нім. Karbischau) — село в Польщі, у гміні Домброва Опольського повіту Опольського воєводства.
Населення — 372 особи (2011).

## Демографія
Демографічна структура станом на 31 березня 2011 року:
|          | Загалом | Допрацездатний вік | Працездатний вік | Постпрацездатний вік |
| -------- | ------- | ------------------ | ---------------- | -------------------- |
| Чоловіки | 196     | 35                 | 148              | 13                   |
| Жінки    | 176     | 22                 | 118              | 36                   |
| Разом    | 372     | 57                 | 266              | 49                   |